# Winter van 1974-1975
De winter van 1974-'75 was een van de zachtste winters in Nederland en Europa sinds het begin van de temperatuurwaarnemingen. Het koudegetal kwam uiteindelijk niet hoger uit dan 3,2, wat toen nog een unicum was.
Op de ranglijst van warmste maanden in De Bilt sinds 1901 staat december 1974 nog altijd op de 2e, en januari 1975 op de 5e plaats. In februari 1975 was het wat minder zacht en kwam regelmatig lichte vorst voor, maar daar bleef het ook bij. De gemiddelde temperatuur over de winter als geheel kwam uit op 5,5 °C. Toen was dit nog goed voor een record, nu nog slechts voor een zesde plaats op de ranglijst van zachtste winters.
Door het ontbreken van ijs gingen bijna geen watervogels op trektocht. Februari was erg zonnig waardoor veel mensen al wandelingen in de vrije natuur konden maken en bijen en wespen op zoek gingen naar honing. Ook begon het voorjaar van 1975 hierdoor zeker zeven weken eerder dan normaal.
Ook na deze zachte winter bleef het nog een tijdlang warm. Er volgde een warme zomer, een van de warmste van de 20e eeuw. De maand augustus 1975 staat in De Bilt op de tweede plaats van warmste augustusmaanden sinds 1900.

1974-1975 · 1988-1989  · 1989-1990  · 1999-2000 · 2006-2007 · 2013-2014 · 2014-2015 · 2015-2016 · 2019-2020